# خوليو إجلسياس
خوليو خوسيه إغليسياس لا كويفا (تلفظ بالإسبانية: ‎/ˈxuljo iˈɣlesjas/‏; مواليد 23 سبتمبر 1943) هو مغنٍ وكاتب أغانٍ إسباني، ولاعب كرة قدم محترف سابق. يُعرف إيغليسياس بأنه المطرب الإسباني الأكثر نجاحاً على المستوى التجاري في العالم، وهو أحد أفضل الفنانين مبيعاً للتسجيلات في تاريخ الموسيقى، حيث بيع له قرابة 100 مليون تسجيل في جميع أنحاء العالم بـ 14 لغةً. تشير التقديرات إلى أنه قدّم خلال مسيرته الفنية أكثر من 5000 حفلة موسيقية حضرها ما يزيد عن 60 مليون شخص في خمس قارات. في أبريل 2013، أدرج خوليو في قاعة مشاهير كتاب الأغاني اللاتينيين.
عام 1983، احتُفي بخوليو كونه سجّل أغانٍ بمعظم اللغات، واحتفي به عام 2013 لأنه حقّق أعلى عدد من التسجيلات المباعة في التاريخ في الموسيقى اللاتينية. في أبريل 2013 كُرّم في بيكين باعتباره الفنان العالمي الأكثر شعبيةً في الصين. في البرازيل وفرنسا وإيطاليا ودولٍ أخرى، يُعتبر خوليو أنجح من حقق أرقاماً قياسية في المبيعات الأجنبية، بينما في موطنه إسبانيا، باع أكبر عدد من التسجيلات في التاريخ بنحو 24 مليون تسجيل.
خلال مسيرته المهنية، فاز خوليو بالعديد من الجوائز في مجال الموسيقى، منها جائزة غرامي، جائزة غرامي اللاتينية، جوائز الموسيقى العالمية، جوائز بيلبورد الموسيقية، جائزة الموسيقى الأمريكية، جائزة لو نويسترو. مُنحَ الميدالية الذهبية للاستحقاق في الفنون الجميلة بإسبانيا، ووسام جوقة الشرف من فرنسا. عيّنته فرنسا سفيراً خاصاً للفنون الأدائية عام 1989. حصل خوليو على نجمة في ممشى المشاهير في هوليوود منذ 1985.

## نشأته
ولد إغليسياس في والده خوليو إغليسياس الأب طبيب من أورينسي، وأمه ماريا ديل روزاريو دي لا كويف. كان أجداده لأبيه من أصول جلالقية. أما أجداده لأمه فهما خوسيه دي لا كويفا إي أوريخويلا (1887–1955) ودولوريس دي بيريغنات إي رويز دي بينافيديس من مواليد غواياما، بورتوريكو.
يترجم اسم "إغليسياس" إلى "الكنائس". يذكر إغليسياس أنه من أصلٍ يهودي من جهة إمه، وأن اسم عائلة إمه "دي لا كويفا" والذي يعني "الكهف" يشير إلى اليهود المختبئين، هو اسم يهودي شائع. أعلن نفسه يهودياً "من الخصر إلى الأعلى".
تناوب خوليو بين لعب كرة القدم الاحترافية ودراسة القانون في جامعة سان باولو في مدريد. في شبابه، لعب حارساً للمرمى في نادي ريال مدريد كاستيا في الدوري الإسباني الدرجة الثانية. دُمّرت مسيرته الكروية الاحترافية بعدما تعرض لحادث سيارة خطير عام 1963 جعله غير قادرٍ على المشي لمدّة عامين. تسبّب الحادث بتحطيم العمود الفقري السفلي وتسبب بضعف الساقين بشكلٍ دائم، ما تطلب علاجاً لعدة سنوات. مما ذكره خوليو عن تلك السنوات "كان لدي شجاعة وموقف أكثر من الموهبة". أثناء تواجده في المستشفى بعد الحادث، أعطته ممرضة تدعى إلاديو ماغدالينو غيتاراً ليتمكن من استعادة براعة يديه. وبتعلّم العزف، اكتشف موهبته الموسيقية. بعد إعادة تأهيله، درس إغليسياس لمدة ثلاثة أشهر في مدرسة اللغات التابعة لمعهد بيل التعليمي في كامبريدج، إنجلترا. ثم حصل على إجازة في الحقوق من جامعة كمبلوتنسي بمدريد.

## مهنته في الفنّ

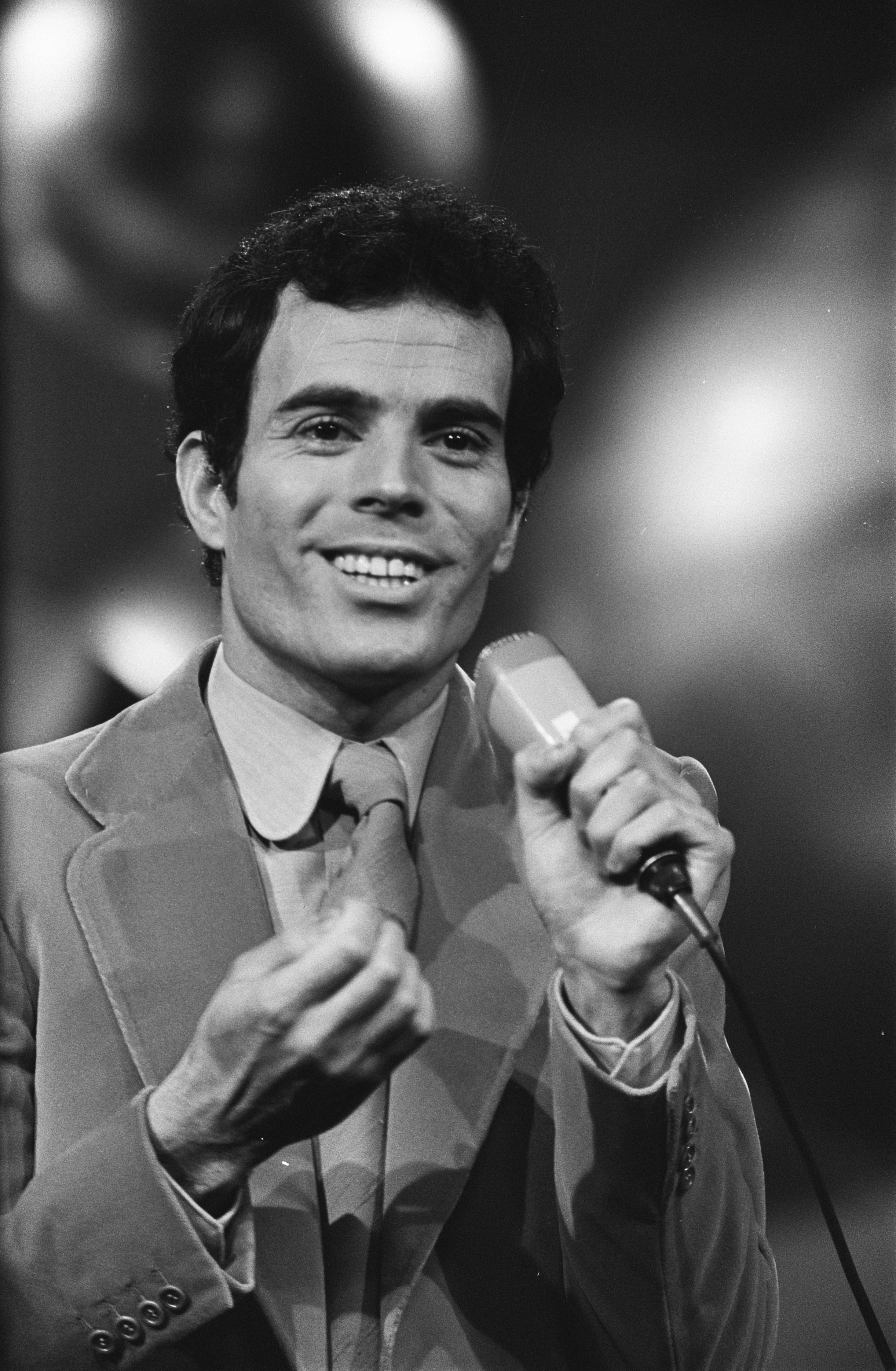
خوليو إغليسياس في مسابقة الأغنية الأوروبية 1970.

عام 1968، فاز في مهرجان بينيدورم الدولي للأغنية، وهي فعالية لكتّاب الأغاني تقام في إسبانيا، حيث شارك بأغنية "لا فيدا سيغي إغوال (الحياة تستمر)" والتي استخدمت في فيلم بنفس العنوان تناول سيرته الذاتية. ثمّ وقّع صفقةً مع ديسكوس كولومبيا، الفرع الإسباني لشركة كولومبيا للتسجيلات، وأصدر ألبومه الأول بعنوان "yo canto - أنا أغنّي". أُدرج هذا الألبوم في قائمة الأغاني الإسبانية لمدة 15 أسبوعاً واحتلّ الصدراة في الأسبوع الثالث. عام 1970، مثّل إسبانيا في مسابقة الأغنية الأوروبية واحتلّ المركز الرابع   بعد هذه المشاركة، حصل على المركز الأول في العديد من الدول الأوروبية بأغنية "Un Canto A Galicia - أغنية لغاليسيا" التي غنّاها باللغة الغاليسية، تكريماً لوالده الذي ينحدر من منطقة جليقية. بيع من هذه الأغنية المنفردة أكثر من مليون نسخة في ألمانيا. عام 1975، حقق نجاحاً في السوق الإيطالية من خلال تسجيل أغنية باللغة الإيطالية حصرياً بعنوان "Se mi lasci non vale - إذا تركتني - لا يمكن أن يكون". من ألبوماته البارزة في ذلك العقد ألبوم "A flor de piel لزهرة الفرو" (1974, مع الأغنية الأوروبية "مانويلاManuela"و "El amor الحب" (1975)، "Soy أنا" (1973). كما غنّى بالفرنسية مجموعة من الإغاني منها "لم أتغير".
عام 1979، انتقل إلى ميامي، في الولايات المتحدة، ووقع عقداً مع شركة سي بي إس حيث بدأ الغناء بعدّة لغات مثل اللغة الفرنسية، واللغة الإيطالية، واللغة البرتغالية واللغة الألمانية. بعد عامين، أطلق ألبومه De niña a mujer بخمس لغات، التي أهداها لابنته التي ظهرت معه في صورة الغلاف. وفي هذا الألبوم ظهرت أول أغنية أدّاها باللغة الإنجليزية في مسيرته الفنية وهي أغنية "Begin the Beguine" التي أصبحت الأغنية الأولى في المملكة المتحدة. كما أطلق عام 1983 مجموعة خوليو (ألبوم).
عام 1984،أطلق ألبوم "1100 Bel Air Place"، وقد حقق له هذا الألبوم النجومية في صناعة الترفيه باللغة الإنجليزية، حيث باع ما يزيد عن ثلاثة ملايين ألبوم في الولايات المتحدة وحدها. حققت الأغنية الأولى المفردة "To All the Girls I've Loved Before - إلى جميع الفتيات اللاتي أحببتهن من قبل"، مع ويلي نيلسون، المرتبة الأولى في قوائم الدولة وانتقلت للمراكز الخمسة الأولى في بيلبورد هوت 100. كما ظهرت أغنية "All of You - كلّك" مع ديانا روس، في قائمة أفضل عشرين أغنية بوب، وصعدت إلى المركز الثاني في قائمة أغاني الكبار بمساعدة فيديو شهير. استمر في تقديم ثنائيات مع ذا بيتش بويز طيلة هذه السنوات.
فاز إغليسياس بجائزة غرامي لأفضل ألبوم بوب لاتيني إحدى جوائز غرامي لعام 1988 عن ألبومه رجل وحيد ‏. في ذلك العام، سجل أغنية ثنائية بعنوان "حبّي" مع ستيفي وندر، وهي إحدى أغنيات ألبوم "Non Stop بلا توقّف" عام 1988.
عام 1993، سجّل ألبوم رياح الصيف ‏ مع فرانك سيناترا.
عام 1994، أطلق ألبوم "مجنون"، تضمّن أغنيات ثنائية مع دوللي بارتون وستينغ وآرت جارفونكل.
عام 1995، حصل إغليسياس على جائزة التميّز إحدى جوائز لو نويسترو عام 1995. عام 2001، منحته أكاديمية التسجيلات اللاتينية لقب "شخصية العام للتسجيلات اللاتينية" بعد ذلك بعام، أدخل إغليسياس إلى قاعة مشاهير الموسيقى اللاتينية الدولية.
عام 2003، أصدر إغليسياس ألبوم ("Divorce" - طلاق). بيع منه 350 ألف نسخة في إسبانيا في اليوم الأول من الإصدار وتصدّر قوائم الأغاني في إسبانيا والبرتغال وفرنسا وإيطاليا وروسيا.
عام 2003 و2004، بفضل نجاح ألبومه "طلاق"، ذهب إغليسياس في جولة حول العالم مدتها عشرة أشهر انتقل فيها من أوروبا إلى آسيا ثم إلى أمريكا الشمالية وأمريكا الجنوبية، انتهاءً بأفريقيا. بيعت أكثر من نصف تذاكر عروض تلك الجولة في غضون أيام من طرحها للبيع. في ديسمبر 2004، سجّل مع صديقته الهولندية ميراندا رينسبورغ أغنية ثنائية لعيد الميلاد بعنوان "الليلة الصامتة". تضمّنت الأغنية التي لم تصدر رسمياً رسالة صوتية من خوليو وميراندا وأطفالهما الأربعة. أEطلقت الأغنية عبر الإنترنت من خلال الموقع الرسمي للمغني، وضُمّنت في بطاقة المعايدة التي قدماها إلى الأصدقاء والمعجبين في أنحاء ا لعالم في قرصٍ مضغوط.
عام 2008، سجّل إغليسياس أغنية أخرى هديةً لمعجبيه. سجّلت العائلة "عازف الطبول الصغير The Little Drummer Boy " بالإسبانية والإنجليزية وضمّنتها بطاقة التهنئة بالميلاد الخاصة بالعائلة. عمل إغليسياس أيضًا في مجال الاستثمارات في بلدة كانا شرق جمهورية الدومينيكان، وهي مقصدٌ سياحيٌ رئيسي، حيث قضى معظم العام. أصبح مواطنًا دومينيكيًا في عام 2005.
في سبتمبر 2006، أطلق إغليسياس ألبوماً جديداً باللغة الإنجليزية بعنوان كلاسيكيات رومانسية ‏.
صرّح إغليسياس في ملاحظات غلاف الألبوم: "اخترتُ أغانٍ من الستينيات والسبعينيات والثمانينيات، تلك التي أعتقد أنها ستعتبر معايير جديدة". سجّل إغليسياس بعض الأغاني الرومانسية الشهيرة بطريقته مثل أغنية "أريد أن أعرف ما هو الحب" لفرقة فورينر. حقق هذا الألبوم أعلى مرتبة لإغليسياس في قوائم بيلبورد على الإطلاق، فاحتل المركز 31 في الولايات المتحدة، 21 في كندا، 10 في أستراليا والمراكز الأولى في أوروبا وآسيا.
سجّل إغليسياس أغانٍ باللغات الفلبينية والإندونيسية للنسخة الآسيوية من ألبوم "كلاسيكيات رومانيسة"، ما ساعد في زيادة المبيعات في صناعة الترفيه الآسيوية. روّج إغليسياس لألبوم كلاسيكيات رومانسية عام 2006؛ حيث ظهر في جميع أنحاء العالم. في الويالات المتحدة، ظهر إغليسياس في برنامج الرقص مع النجوم، حيث غنّى "أريد أن أعرف ما هو الحب"، وفي برنامج صباح الخير يا أمريكا، وفي ذا فيو (مسلسل تلفزيوني أمريكي)، وفي فوكس والأصدقاء ومع "مارثا ستيوارت".
عام 2008، أنتج إغليسياس فيديو موسيقي مع جلنار كريموفا، ابنة المخرج الأوزبكي إسلام كريموف.في أكتوبر 2012، عرض حفلاً موسيقياً في غينيا الاستوائية حيث بيعت التذكرة الواحدة بسعر 1,000 دولارٍ أمريكي.
عرض أداء أغليسياس لأغنية "البحر La Mer" في موسيقى فيلم سمكري خياط جندي جاسوس (فيلم) عام 2011. وقد سجّل هذا الأداء في عرضٍ مباشر على الهواء في مسرح الأولمبيا (باريس) عام 1976.
في 1 أبريل 2013، في بكين، حصل على جائزتين تاريخيتين: أول وأشهر فنان دولي في كل العصور في الصين، وهي جائزة مقدّمة من شركة سوني ميوزيك، وقد قدّمها إلى إغليسياس قبل الفنان الصيني المشهور عالميًا لانغ لانغ، وجائزة موسوعة غينيس للأرقام القياسية للفنان اللاتيني الذكر الأكثر مبيعًا. بما أن إغليسياس ملحن وشاعر غنائي، فإن بعض أغانيه هي من تأليفه وتلحينه، يوم 23 أبريل 2013، أدرج في قاعة مشاهير كتاب الأغاني اللاتينيين، جنباً إلى جنبٍ مع أرماندو مانزانيرو وخوسيه فيليسيانو.
عام 2015, كان من المقرر أن يؤدي إيغليسياس حفلة موسيقية كاملة لأول مرة مع ابنه خوليو إغليسياس الابن في جولة في رومانيا، في 22 مايو في كلوج نابوكا ويوم 2 يوليو في قاعة المدينة في بوخارست.
منحت كلية باركلي للموسيقى إغليسياس دكتوراة فخرية في مايو 2015 تقديراً لانجازاته وتأثيره في الموسيقى ومساهمته الدائمة في الثقافة الأمريكية والدولية.

## التكريمات والجوائز

### التكريمات

#### التكريم الوطني الإسباني
- ميدالية الاستحقاق الذهبية في الفنون الجميلة
- الميدالية الذهبية لمنطقة مدريد

#### التكريم الأجنبي
- France
  -  فارس وسام جوقة الشرف
  - ميدالية مدينة باريس